# 여수개도중학교
여수개도중학교(麗水開島中學校)는 대한민국 전라남도 여수시 화정면 개도리에 있는 공립 중학교이다.

## 학교 연혁
- 1970년 3월 20일 : 화정중학교 개도 분교 설립
- 1974년 3월 8일 : 여천개도중학교 개교
- 2000년 3월 1일 : 여수개도중학교로 교명 변경
- 2000년 3월 1일 : 화정초등학교와 통합
- 2022년 3월 1일 : 김병무 교장 부임
- 2024년 1월 5일 : 제50회 졸업생 3명, 총 졸업생 1,917명
- 2024년 3월 4일 : 3명 입학(남 2명, 여 1명)

## 참고 자료
- 여수개도중학교 - 한국교육학술정보원 학교알리미